# Vitis shuttleworthii
Espèce
Classification APG III (2009)
Vitis shuttleworthii est une espèce de plante appartenant à la famille des Vitaceae.